# Gimnastyka artystyczna na Letnich Igrzyskach Olimpijskich 2008 – układ zbiorowy kobiet
Zawody drużynowe na Letnich Igrzyskach Olimpijskich 2008 rozegrane zostały między 9 a 21 sierpnia zawody odbyły się w hali Pekińskiego Uniwersytetu Technologicznego.

## Terminarz
Wszystkie godziny są podane w czasie pekińskim (UTC+08:00)
| Data             | Godzina |              |
| ---------------- | ------- | ------------ |
| 21 sierpnia 2008 | 20:30   | Kwalifikacje |
| 22 sierpnia 2008 | 20:30   | Kwalifikacje |
| 24 sierpnia 2008 | 11:00   | Finał        |

## Wyniki

### Eliminacje
| Pozycja | Zawodniczki | Państwo     | 5 skakanek | 3 obręcze, 2 maczugi | Razem  | Uwagi |
| Pozycja | Zawodniczki | Państwo     | Wynik      | Wynik                | Razem  | Uwagi |
| ------- | --- | ----------- | ---------- | -------------------- | ------ | ----- |
| 1.      | Alesia Babuszkina Nastaśsia Iwankowa Zinaida Łunina Hłafira Marcinowicz Ksienija Sankowicz Alina Tumiłowicz        | Białoruś    | 17,525     | 17,425               | 34,950 | Q     |
| 2.      | Margarita Alijczuk Anna Gawrilenko Tatjana Gorbunowa Елена Александровна Посевина Darja Szkurichina Natalja Zujewa | Rosja       | 17,000     | 17,700               | 34,700 | Q     |
| 3.      | Cai Tongtong Chou Tao Lü Yuanyang Sui Jianshuang Sun Dan Zhang Shuo                                                | Chiny       | 17,300     | 17,225               | 34,525 | Q     |
| 4.      | Elisa Blanchi Fabrizia D'Ottavio Marinella Falca Daniela Masseroni Elisa Santoni Anželika Sawrajuk                 | Włochy      | 17,150     | 17,375               | 34,525 | Q     |
| 5.      | Cwеta Kusеwa Jolita Manołowa Zornica Marinowa Maja Paunowska Joanna Tanczеwa Tatiana Tongowa                       | Bułgaria    | 16,825     | 16,875               | 33,700 | Q     |
| 6.      | Krystyna Cherepenina Ołena Dmytrasz Alina Maksymenko Viera Perederij Julija Słobodjan Vita Zubczenko               | Ukraina     | 15,800     | 15,825               | 31,625 | Q     |
| 7.      | Olena Dworniczenko Katerina Pisetsky Maria Savenkov Rahel Vigdozchik Veronika Vitenberg                            | Izrael      | 15,300     | 16,225               | 31,525 | Q     |
| 8.      | Anna Bitiyeva Dina Qorina Vəfa Hüseynova Anastasiä Prasolova Alina Trepina Valeriä Yeqay                           | Azerbejdżan | 15,575     | 15,875               | 31,450 | Q     |
| 9.      | Dimitra Kafalidou Vasiliki Maniou Olga-Afroditi Pilaki Paraskevi Plexida Ioanna Samara Nikoletta Tsagari           | Grecja      | 15,400     | 15,600               | 31,000 | R     |
| 10.     | Yuka Endo Chihana Hara Saori Inagaki Nachi Misawa Kotono Tanaka Honami Tsuboi                                      | Japonia     | 15,425     | 15,425               | 30,850 | R     |
| 11.     | Bárbara González Lara González Isabel Pagán Ana Pelaz Verónica Ruíz Elisabeth Salom                                | Hiszpania   | 15,725     | 14,375               | 30,100 |       |
| 12.     | Luana Faro Daniela Leite Tayanne Mantovaneli Luisa Matsuo Marcela Menezes Nicole Muller                            | Brazylia    | 14,900     | 14,225               | 29,125 |       |

### Finał
| Pozycja | Zawodniczki | Państwo     | 5 skakanek | 3 obręcze, 2 maczugi | Razem  |
| Pozycja | Zawodniczki | Państwo     | Wynik      | Wynik                | Razem  |
| ------- | --- | ----------- | ---------- | -------------------- | ------ |
| złoto   | Margarita Alijczuk Anna Gawrilenko Tatjana Gorbunowa Елена Александровна Посевина Darja Szkurichina Natalja Zujewa | Rosja       | 17,750     | 17,800               | 35,550 |
| srebro  | Cai Tongtong Chou Tao Lü Yuanyang Sui Jianshuang Sun Dan Zhang Shuo                                                | Chiny       | 17,575     | 17,650               | 35,225 |
| brąz    | Alesia Babuszkina Nastaśsia Iwankowa Zinaida Łunina Hłafira Marcinowicz Ksienija Sankowicz Alina Tumiłowicz        | Białoruś    | 17,625     | 17,275               | 34,900 |
| 4.      | Elisa Blanchi Fabrizia D'Ottavio Marinella Falca Daniela Masseroni Elisa Santoni Anželika Sawrajuk                 | Włochy      | 17,000     | 17,425               | 34,425 |
| 5.      | Cwеta Kusеwa Jolita Manołowa Zornica Marinowa Maja Paunowska Joanna Tanczеwa Tatiana Tongowa                       | Bułgaria    | 16,750     | 16,800               | 33,550 |
| 6.      | Olena Dworniczenko Katerina Pisetsky Maria Savenkov Rahel Vigdozchik Veronika Vitenberg                            | Izrael      | 16,050     | 16,050               | 32,100 |
| 7.      | Anna Bitiyeva Dina Qorina Vəfa Hüseynova Anastasiä Prasolova Alina Trepina Valeriä Yeqay                           | Azerbejdżan | 16,075     | 15,500               | 31,575 |
| 8.      | Krystyna Cherepenina Ołena Dmytrasz Alina Maksymenko Viera Perederij Julija Słobodjan Vita Zubczenko               | Ukraina     | 15,975     | 15,125               | 31,100 |